# 蟜極
蟜極（？—？），又作僑極。中国上古人物。根据《史记·五帝本纪》记载，蟜極是黄帝的孙子，玄嚣的儿子。玄嚣和蟜極都没有成为中原的领袖（五帝）。在颛顼高阳氏之后，蟜極的儿子继位，成为帝喾高辛氏。